# Sheldon Rampton
Sheldon Rampton, né le 4 août 1957 à Long Beach, est un défenseur des droits de l'homme, auteur militant, et éditeur américain. Il a été rédacteur en chef de PR Watch et est l'auteur de plusieurs livres qui critiquent l'industrie des relations publiques et ce qu'il considère comme des formes de propagande de la part des entreprises et du gouvernement.

## Famille
Rampton naît en 1957 à Long Beach, en Californie. À l'âge d'un an, sa famille déménage à Las Vegas, Nevada, où son père travaille comme musicien. Élevé au sein de l'Église de Jésus-Christ des Saints des Derniers Jours (ou Église mormone), il passe deux ans au Japon en tant que missionnaire des Saints des Derniers Jours, de 1976 à 1978. Cependant, à son retour aux États-Unis, il quitte l'Église mormone, influencé en partie par les critiques émises par la féministe Sonia Johnson à l'encontre de cette Église.

## Carrière

### Wisconsin Coordinating Council on Nicaragua
Après avoir obtenu son diplôme de littérature à l'université de Princeton en 1982, Rampton travaille comme journaliste avant de devenir militant pour la paix. Au cours des années 1980 et 1990, il travaille en étroite collaboration avec le Wisconsin Coordinating Council on Nicaragua (en) (WCCN - qui deviendra « Working Capital for Community Needs » en 2010), une organisation à but non lucratif qui s'oppose aux interventions militaires de l'administration Reagan en Amérique centrale et œuvre à promouvoir le développement économique, les droits de l'homme et l'amitié mutuelle entre les États-Unis et le Nicaragua. Au WCCN, en 1992, Rampton aide à créer le Nicaraguan Credit Alternatives Fund (NICA Fund), qui achemine au Nicaragua des prêts d'investisseurs américains pour y soutenir le microcrédit et d'autres programmes de « crédit alternatif ». Rampton travaille avec le WCCN depuis plus de trente ans désormais, en tant que membre du conseil d'administration du WCCN, rédacteur bénévole du bulletin d'information et webmaster.

### Center for Media and Democracy et PR Watch
En 1995, Rampton fait pour la première fois équipe avec John Stauber en tant que co-éditeurs de PR Watch, une publication du Center for Media and Democracy (en) (CMD). Le CMD est une organisation de surveillance des relations publiques et de défense des droits de l'homme à but non lucratif, dont le siège est basé à Madison, dans l'État du Wisconsin ; PR Watch est le site Web de reportage d'investigation du CMD, dont le but est de dénoncer la désinformation du gouvernement américain et des grandes entreprises, en menant « des enquêtes approfondies et primées sur la corruption qui mine notre démocratie, notre environnement et notre prospérité économique ». Rampton et Stauber ont de nombreux détracteurs parmi les conservateurs ; ainsi, ils sont décrits comme étant d'extrême-gauche, et leurs écrits sont considérés par certains membres de l'industrie des relations publiques comme unilatéraux et agressifs, mais leur travail attire une grande attention. Ainsi, ActivistCash, un site Web hébergé par le lobbyiste Richard Berman (en), qui fait du lobbying au profit de la restauration rapide, de la viande, des industries de l'alcool et du tabac, les a accusés d'être des « alarmistes [...] de gauche » : « Sheldon Rampton et John Stauber fonctionnent, comme le font la plupart des chiens de garde progressistes autoproclamés, à partir de la présomption que toute communication émanant d'une grand entreprise doit être considérée d'un œil désapprobateur ». Rampton et Stauber soutiennent à leur tour que la critique d'ActivistCash contient un certain nombre de déclarations « manifestement fausses ». Ensemble, ils écrivent six livres qui dénoncent la propagande des relations publiques et la manipulation de l'information par les grandes entreprises américaines et le gouvernement, la désinformation menée par les lobbyistes, ou encore la propagande de l'administration Bush pendant la guerre d'Irak. Pour leur ouvrage Trust Us, We're Experts!: How Industry Manipulates Science and Gambles with Your Future, Rampton et Stauber obtiennent en 2001 l'Orwell Award, qui est décerné chaque année par le National Council of Teachers of English à « des auteurs ayant apporté une contribution exceptionnelle à l'analyse critique du discours public ». En France, leur premier ouvrage, Toxic Sludge Is Good For You: Lies, Damn Lies and the Public Relations Industry, a été traduit et publié aux éditions Agone en 2004, et réédité en 2012.

### L'encyclopédie collaborative et militanteSourceWatch
Rampton est également un contributeur actif de Wikipédia, dont il soutient l’initiative de proposer un contenu ouvert et gratuit ; il est l'inventeur du mot « Wikimedia », qui est devenu plus tard le nom de la fondation qui gère Wikipédia et ses projets frères. Inspiré par le modèle d'écriture collaborative de Wikipédia, Rampton fonde Disinfopedia (maintenant connu sous le nom de SourceWatch), un autre projet du CMD, dont le but est de traquer la désinformation de la part des grandes entreprises sur leurs véritables actions, et d'exposer ce que Rampton perçoit comme des campagnes de relations publiques trompeuses et fallacieuses. La page d'accueil de SourceWatch présente ainsi le projet : « Nous fournissons des informations bien documentées sur les campagnes de relations publiques des entreprises, y compris celles des groupes de façade des entreprises, les personnes qui dirigent les campagnes d'entreprise et les opérations de relations publiques » Ce site Web a pour vocation de compléter le travail de PR Watch : « Disinfopedia permet à des gens comme vous de partager vos connaissances sur les sociétés écrans, les campagnes mensongères des relations publiques et leur propagande dans une base de données croissante et en constante amélioration qui servira de ressource pour les citoyens et les journalistes ».

### Aujourd'hui
Après avoir quitté le Center for Media and Democracy en 2009, Rampton devient développeur de sites Web, rejoignant une initiative de gouvernement ouvert dirigée par le directeur de l'information du Sénat de l'État de New York, Andrew Hoppin,. En 2010, Hoppin et Rampton cofondent NuCivic, une société de logiciels open source qu'ils vendent en décembre 2014 à GovDelivery, une société de services logiciels désormais connue sous le nom de Granicus,. En 2020, Rampton travaille comme ingénieur logiciel chez Granicus.